# 캐논 EOS 5D Mark III
캐논 EOS 5D Mark III(Canon EOS 5D Mark III)는 2,230만 유효 화소를 가지는 캐논의 풀프레임 디지털 SLR이다. 2012년 3월 2일에 발표되었으며 캐논 EOS 5D Mark II의 후속 기종으로 출시 가격은 미국 기준으로 3,499달러이다. 캐논 DSLR 라인업에서 캐논 EOS 60D보다 상위 기종이면서 캐논 EOS-1D X보다 하위 기종에 해당된다. 경쟁 모델로는 니콘의 D800 등이 있다. 자동초점 포인트가 61개, 크로스 자동초점 포인트가 41개로 향상되었으며 시야율 100% 뷰파인더 탑재, ISO 감도를 최대 10만2400까지 사용 가능한 것이 주요 특징이다.

## 5D Mark II와 비교
- 2,230만 화소(5,760 × 3,840)로 향상(유효화소수 2210만 화소)
- 뷰파인더 시야율 약 100%로 향상
- 자동초점 포인트 61개, 크로스 자동초점 포인트 41개로 증가
- 동영상 24, 25, 30, 50, 60fps(720p시)으로 29분 59초까지 촬영 가능
- 연속 촬영 속도 6fps로 향상
- DIGIC V+ 이미지 프로세서
- CF, SD 듀얼 슬롯
- ISO 100-25,600 (확장시 50(L), 51,200(H1), 102,400(H2)까지 증감)
- 노출 보정 +/-5스탑까지 가능
- LCD 3.2인치 104만 화소로 증가
- 배터리 성능이 향상되어 CIPA 기준 950장 촬영 가능
- 전원 버튼 상단으로 이동
- 크기 증가, 배터리 포함 무게 950g으로 증가

## 같이 보기
- 캐논
- 캐논 EOS
- 캐논 EF 마운트
- 풀프레임 DSLR